# FMA AeC.1
El FMA AeC.1 fue un avión utilitario ligero construido en Argentina en 1931. Fue el primer avión de diseño doméstico producido por la Fábrica Militar de Aviones.

## Diseño y desarrollo
La Fábrica Argentina de Aviones fue fundada en 1926 para construir bajo licencia el avión de entrenamiento Avro 504R Gosport, los biplanos de combate Bristol F.2B y los monoplanos de combate Dewoitine D.21. Como resultado, la compañía adquirió conocimiento y experiencia en la construcción de aviones, desarrollando en 1931 el primer avión argentino: el Ae.C.1, el cual tuvo su primer vuelo el 18 de octubre de 1931.
El Ae.C.1 era un avión utilitario ligero, diseñado como un avión de ala baja y con un tren de aterrizaje fijo. Las alas fueron construidas en madera, con una estructura tubular de acero y cubierta de tela. El avión fue diseñado originalmente con cabina cerrada y tres asientos, pero a petición del ejército solo fueron incluidos 2 asientos. El asiento del pasajero podía ser retirado fácilmente y en su lugar podía ser ´puesta una camilla para que la aeronave cumpliera tareas de ambulancia aérea.
En las primeras pruebas, el avión prototipo era propulsado por un motor Le Rhône 9J de 110 caballos de fuerza, posteriormente se utilizó un motor radial de 7 cilindros Armstrong Siddeley Genet Major 1A de 145 HP, quedando finalmente el motor radial de 5 cilindros Armstrong Siddeley Mongoose II de 150 HP en el prototipo final.
A pesar de las buenas prestaciones, el avión no se construyó en serie. El prototipo fue usado por la Fuerza Aérea Argentina y utilizado hasta principios de la década de 1940.

## Especificaciones
Datos de
Características generales
- Tripulación: 1
- Capacidad: 1 pasajero o 1 camilla
- Longitud: 7.75 m (25 ft 5 in)
- Envergadura: 12.00 m (39 ft 4 in)
- Altura: 3.16 m (10 ft 4 in)
- Superficie alar: 16.9 m² (182 ft2)
- Peso vacío: 700 kg (1,540 lb)
- Peso bruto: 1,120 kg (2,470 lb)
- Planta motriz: 1 × Armstrong Siddeley Mongoose II, 112 kW (150 hp)

Rendimiento
- Velocidad máxima: 180 km/h (110 mph)
- Alcance: 1,300 km (810 millas)
- Techo de vuelo: 4,300 m (14,100 ft)
- Régimen de ascenso: 3.3 m/s (660 ft/min)